# Enina
Enina (bulgariska: Енина) är ett distrikt i Bulgarien.   Det ligger i kommunen Obsjtina Kazanlăk och regionen Stara Zagora, i den centrala delen av landet, 170 km öster om huvudstaden Sofia.
Trakten runt Enina består till största delen av jordbruksmark. Runt Enina är det ganska tätbefolkat, med 108 invånare per kvadratkilometer.